# 迪布羅瓦 (利維夫區)
50°8′16″N 23°58′9″E / 50.13778°N 23.96917°E
迪布羅瓦（烏克蘭語：Діброва），是烏克蘭的村落，位於該國西部利沃夫州，由利沃夫区若夫克瓦市鎮負責管轄，面積0.71平方公里，海拔高度202米，2001年人口60，人口密度每平方公里84.51人。